# Siebel Si 202

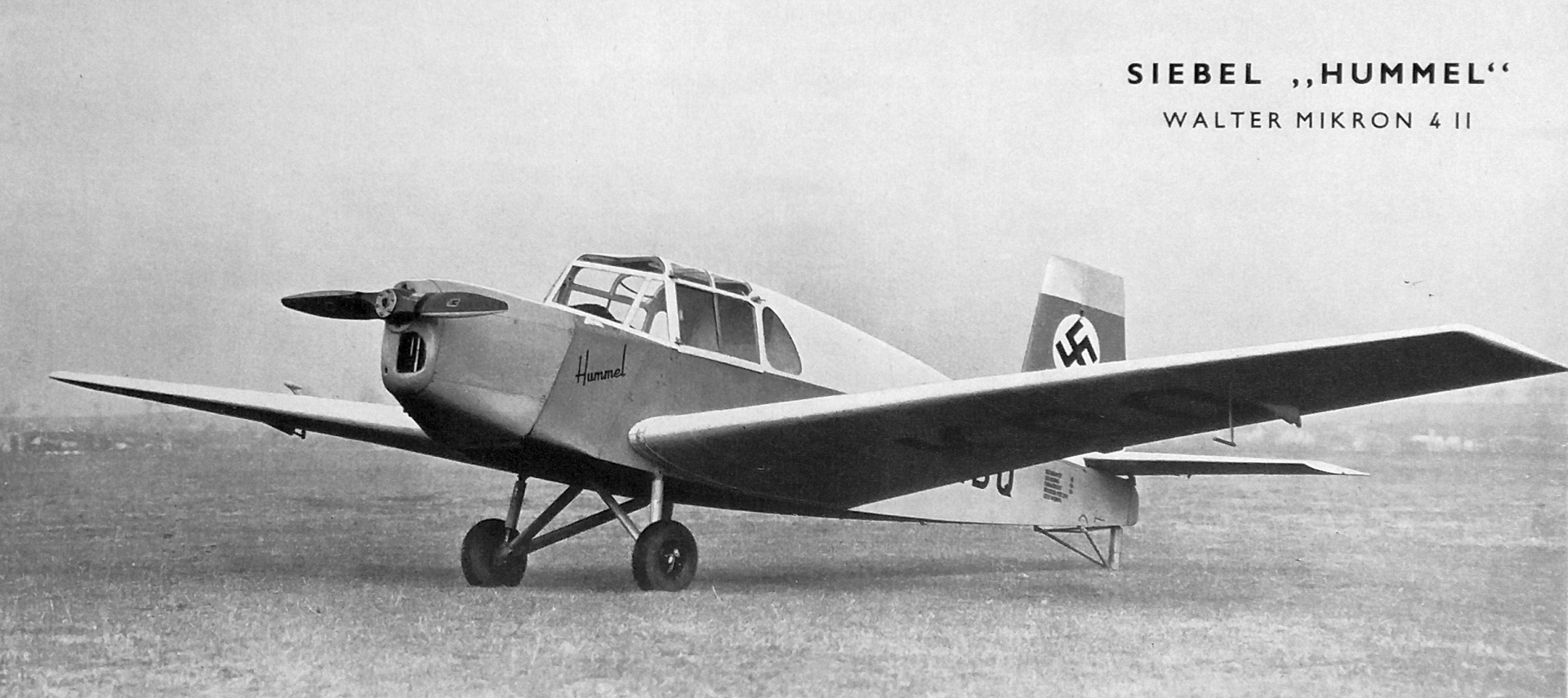
Siebel Si 202 Hummel.

Siebel Si 202 Hummel var ett tyskt lätt sport- och skolflygplan.
Si 202 Hummel konstruerades av Friedrich Fecher som ett lätt tvåsitsigt sportflygplan. Hela flygplanet var tillverkat i en träkonstruktion av spryglar, flygplanskroppen, fenan och stabilisatorn täcktes med träfanér medan vingarna och roderytor var klädda i duk. I kabinen fanns det plats för två personer som satt bredvid varandra, båda platserna var utrustade med sidroderpedaler. Styrspaken satt centralt placerad mellan de båda platserna. Bränsletanken som rymde 45 liter var placerad mellan motorn och brandskottet i den främre kabinväggen. 
Första prototypen V1 registrerades i det tyska luftfartygsregistret som D-ESFH inför provflygningarna i maj 1938, flygningarna genomfördes av piloten Wolfgang Ziese. Prototypen var då utrustad med en 59 hk Salmson AD 9b niocylindrig luftkyld stjärnmotor. Prototypen V1 och prototypen V4 (D-EHCB) utrustades med likartade motorer och kom att bli förebild för serieproduktionen.
Det tredje prototypflygplanet V3 (D-EKDQ) utrustades med en 62 hk Walter Mikron II fyrcylindrig luftkyld radmotor. Motorvalet till Si 202B föll slutligen på en 55 hk Zundapp 9-092 fyrcylindrig luftkyld radmotor, efter att produktionen inletts genomfördes försök med en 60 hk Hirth HM 515-motor.
Under 1939 levererades 25 Si 202, ytterligare 41 flygplan tillverkades fram till produktionen upphörde i mars 1941.
Det serietillverkade Si 202B-flygplanet D-EMDR satte 31 januari 1939 höjdrekord i sin klass när piloten Wolfgang Ziese nådde höjden 5 982 m, fyra dagar senare lyckades han nå 7 043 m. Rekordet slogs av piloten Christoph Hilliger under sommaren 1939 med den nya rekordhöjden 7 500 m. 

## Varianter
- Si 202A - utrustad med en Salmson AD-9 motor
- Si 202B - utrustad med en Zündapp Z  9-092 motor, 45 liters bränsletank
- Si 202C - utrustad med en Hirth HM 515 motor, 80 liters bränsletank
- Si 202 V3 -  tredje prototypen utrustad med en Walter Mikron II motor
- Totalt tillverkades det 13 prototypflygplan från V1 till V13 och 66 serieflygplan